# Kosacea, Pernik
Kosacea (în bulgară Косача) este un sat în comuna Kovacevți, regiunea Pernik,  Bulgaria. 

## Demografie
Componența etnică a satului Kosacea
     Bulgari (98,34%)
     Nicio identificare (1,65%)
     Altele (0%)
La recensământul din 2011, populația satului Kosacea era de 121 locuitori. Din punct de vedere etnic, majoritatea locuitorilor (98,34%) erau bulgari. Pentru 1,65% din locuitori nu este cunoscută apartenența etnică.